# Полоній (персонаж)
Полоній — літературний персонаж трагедії «Гамлет, принц данський» (англ. The Tragical Historie of Hamlet, Prince of Denmarke) англійського письменника Вільяма Шекспіра, написаної між 1599 та 1601 роками.
Полоній - батько Лаєрта і Офелії, який водночас виступає у п'єсі головним радником лиходія п'єси Клавдія. Його вислови вважають хибними протягом усієї п'єси. Вільям Хазлітт описує Полонія як «щирого» батька, але також «зайняте тіло, яке відповідно є непомічним, химерним і нетерплячим». В Акті II Гамлет ставиться до Полонія як до «нудного старого дурня» і кепкує з нього, називаючи сучасним «Єфтахом».
Полоній змовляється з Клавдієм, щоб шпигувати за Гамлетом. Гамлет несвідомо вбиває Полонія, провокуючи божевілля Офелії, в результаті якого сталося її (ймовірне) самогубство та кульмінація п'єси: поєдинок між Лаєртом і Гамлетом.

## Характер
Батько Офелії і Лаєрта, і радник царя Клавдія, він описується як негідник. Протягом всієї вистави Полоній характеризується як типова  «нова людина» Епохи Відродження, яка приділяє багато уваги виступам і церемоніальній поведінці. Деякі адаптації показують, що він змовився з Клавдієм щодо вбивства короля Гамлета.
В Акті 1, Сцена 3, Полоній дає поради своєму синові Лаєртсу, який їде до Франції, у вигляді списку сентенцій. Він дає синові своє благословення та з легкістю його відпускає. Однак, в Акті 2, Сцена 1, він наказує своєму служителю Рейнальду поїхати в Париж і шпигувати за Лаертесом, щоб повідомити, чи не піддається син будь-яким порокам.
Лаерт — не єдиний персонаж, за яким шпигує Полоній. Він боїться, що стосунки Гамлета з його дочкою зашкодять його репутації перед королем, і наказує Офелії «закритися від курорту [Гамлета]». Пізніше він підозрює, що відмова Офелії від уваги Гамлета змусила принца втратити розум, і повідомляє про свою підозру Ґертруді та Клавдію, стверджуючи, що він наказав Офелії відмовитися від Гамлета в тому, що принц був вище її становища. Він і король перевіряють його гіпотезу, шпигуючи та допитуючи Офелію.
У своїй останній спробі шпигувати за Гамлетом Полоній ховається за аррасом у кімнаті Ґертруди. Гамлет жорстоко поводиться зі своєю матір'ю, змушуючи її кричати про допомогу. Полоній повторює прохання про допомогу, і його чує Гамлет, який приймає голос за голос Клавдія, пробиває аррас і вбиває його.
Смерть Полонія від рук Гамлета змушує Клавдія боятися за власне життя, Офелія божеволіє, а Лаерт прагне помститися, що призводить до дуелі в останньому акті. Різні інші версії закінчуються тим, що всі мертві повертаються до життя, але це залежить від версії.

## Ім'я
Ґолланч припустив, що джерелом імені персонажа та сентенційних банальностей була De optimo senatore , книга про державну мудрість польського придворного Вавжинця Гжимала Госліцького (відомого латиною як Laurentius Grimaldius Goslicius), яку багато читали після того, як її було перекладено англійською та опубліковано. у 1598 році під назвою Радник .  «Полоній» латиною означає «поляк» або «поляк». Англійський переклад книги називає її автора державним діячем «Полонської імперії».
У першому кварті Гамлета Полоній названий « Корамбісом » . Було припущено, що це походить від «крамбе» або «крамбо», що походить від латинської фрази, що означає «розігріта капуста», що означає «нудний старий», який висловлює банально переосмислені ідеї.  Чи було це оригінальне ім'я персонажа чи ні, дискутується. Були зроблені різні пропозиції, щоб пояснити це. Г. Р. Гіббард стверджує, що спочатку ім’я було «Полоній» , але було змінено, оскільки Q1 походить від версії п’єси, яка буде виконуватися в Оксфорді та Кембриджі, а оригінальна назва була надто близькою до імені Роберта Поленіуса , засновника Оксфордського університету. Оскільки Полоній є пародією на пихатого псевдоінтелектуала, це ім’я могло бути витлумачено як навмисна образа.  На титульній сторінці Q1 конкретно зазначено, що п’єса нещодавно була поставлена в Лондоні, Оксфорді та Кембриджі.

## Сцени та кіно
У більшості постановок 20-го століття приблизно до 1980 року Полонія грали як дещо старого , балакучого чоловіка приблизно 75 років, що викликало сміх у публіки своїм зображенням. У більш пізніх постановках його, як правило, грали як трохи молодшого чоловіка та підкреслювали його рухливість, а не помпезну старість, повертаючись до традиційної манери, в якій Полонія грали до 20 століття. До 1900-х років існувала традиція, згідно з якою актор, який грає Полонія, також грає спритного гробаря в Акті V. Це свідчить про те, що актор, який грав Полонія, був актором, який звик грати клоунів, як Дурень у Королі Лірі : не хитрий старий дурень, але живий і розумний майстер ілюзії та неправильного напрямку. Полоній додає п’єсі новий вимір і стає управителем і грізним персонажем.
Одним із ключів до зображення є рішення продюсера залишити або видалити коротку сцену зі своїм слугою Рейнальдо, яка з’являється після його сцени з доброю батьківською порадою Лаерту. Він доручає Рейнальдо шпигувати за його сином і навіть припускає, що той грав у азартні ігри та спілкувався з повіями, щоб дізнатися, що він насправді задумав. Включення цієї сцени зображує його в набагато більш зловісному світлі; більшість постановок, включно з кіноверсією Лоуренса Олів’є 1948 року, вирішили видалити його. Його включають у відповідні постановки з Річардом Бертоном і Кеннетом Брана в головних ролях . Хоча Х’юм Кронін грає Полонія переважно для сміху в постановці Бертона, у версії Брана Полоній більше зловісний, ніж комічний.

## Відомі висловлювання
Найвідоміші рядки Полонія містяться в акті 1, сцені 3 («Ні позичальником, ні позичальником»; «Будь вірним собі») і акті 2, сцені 2 («Стислість — це душа розуму»; і «Хоч це бути божевіллям, але в цьому немає методу»), а інші стали перефразованими афоризмами («Одяг створює людину»; «Старі друзі — найкращі друзі»). Крім того, репліка, яку він вимовляє, коли його вбиває Гамлет у 3-й дії, 4-й сцені («О, я вбитий!») була предметом пародії та висміювання через свою очевидність. 

## Портрет
- За гру Полонія навпроти Гамлета Річарда Бертона в постановці Джона Гіельгуда в 1964 році на Бродвеї Хьюм Кронін отримав премію Тоні. Жоден інший актор ніколи не вигравав нагороду за гру Полонія ні в будь-якій професійній американській сценічній версії Гамлета, ні за те, що зіграв його в кіновиріці п'єси.
- У «Продюсері» 1966 року епізод «Острова Гіллігана», промова Полоніуса «Ні позичальник, ні кредитор не буде» здійснюється сатирично, спочатку регулярним серіалом Алана Гейла молодшого як Шкіпера, який грає роль Полонія (з Світанок Уеллс, як Мері Енн грає Лаертес) в музичній постановці Гамлета каставейсом, потім Філом Сільверсом, запрошеним у ролі відомого продюсера сцени, який опинився на острові. [2]
- Актори, які зіграли Полонія на кіно і телебаченні: Ганс Юнкерманн, Ян Холм, Майкл Редгрейв, Іан Річардсон, Олівер Форд Девіс, Білл Мюррей та Річард Брайерс.